# Orleans (ciruela)
Orleans es una variedad cultivar de ciruelo (Prunus domestica), de las denominadas ciruelas europeas,
una variedad de ciruela antigua cuyo origen se presupone de Francia. Las frutas tienen un tamaño mediano, color de piel oscuro o rojo violáceo, cubierto de una fina capa de pruina, con una pizca de puntos rojizos pálidos, y pulpa de color amarillento, jugosa, generalmente derretida cuando madura adecuadamente, dulce cerca de la piel pero vivaz hacia el centro, de sabor agradable; buen.

## Sinonimia
- "Anglaise Noire",
- "Brignole Violette",
- "Damas Violet",
- "De Monsieur",
- "Die Herrnpflaume",
- "Herzog von Orleans",
- "Italian Damask",
- "Monsieur Ordinaire",
- "Prune de Monsieur",
- "Prune d'Orleans".[3]

## Historia
'Orleans' variedad de ciruela cuyos orígenes son muy antiguos, se ha cultivado durante más de doscientos años. Langley dijo sobre ella en 1729: «La ciruela Orleans, aunque común, es una ciruela muy valiosa, tanto por su pulpa fina, firme y jugosa cuando está bien madura, como por su producción constante y abundante». La ciruela 'Damasco Roja' y la ciruela 'Brugnole' mencionadas por Quintinye en 1699 probablemente sean la Orleans. La variedad es evidentemente de origen francés. Mas, en su Pomología General de 1873, afirma que primero se llamó 'Brignole Violette', pero posteriormente recibió el nombre que ahora lleva en honor a 'Monsieur', duque de Orleans, hermano de Luis XIV. Damasco Rojo es un sinónimo antiguo, aunque Duhamel la describió como una variedad distinta. 'Herrnpflaume' es el nombre común de la Orleans en Alemania y Austria, mientras que en Francia se le suele llamar Monsieur. Nunca ha sido común en América, pero fue incluido en la lista del catálogo de la "American Pomological Society" en 1875.".
La ciruela 'Orleans' ha sido descrita por: 1. Quintinye Com. Gard. 68. 1699. 2. Langley Pomona 91, Pl. XX fig. 4. 1729. 3. Miller Gard. Dict. 3:1754. 4. Duhamel Trait. Arb. Fr. 2:78, Pl. VII. 1768. 5. Knoop Fructologie 2:52, 55, 56, 57. 1771.  6. Forsyth Treat. Fr. Trees 19. 1803. 7. Kraft Pom. Aust. 2:32, Tab. 179 fig. 1. 1796. 8. Brookshaw Pom. Brit. Pl. XI. 1817. 9. Lond. Hort. Soc. Cat. 145, 150. 1831. 10. Prince Pom. Man. 2:62, 67, 85. 1832. 11. Poiteau Pom. Franc. 1:1846. 12. Floy-Lindley Guide Orch. Gard. 289, 290, 383. 1846. 13. Thomas Am. Fruit Cult. 339. 1849. X4- Elliott Fr. Book 428. 1854. 15. Thompson Gard. Ass't 519. 1859.  16. Downing Fr. Trees Am. 935. 1869. 17. Mas Pom. Gen. 2:37, fig. 19. 1873. J8. Am. Pom. Soc. Cat. 36. 1875. 19. Oberdieck Deut. Obst. Sort. 414. 1881. 20. Mathieu Nom. Pom. 435. 1882. 21. Hogg Fruit Man. 715. 1884. 22. Guide Prat. 156, 360. 1895.
'Orleans' está cultivada en bancos de germoplasma de cultivos vivos tal como en National Fruit Collection (Colección Nacional de Fruta) de Reino Unido con el número de accesión: 1952-205 y Nombre Accesión : Orleans. Recibido por "The National Fruit Trials" (Probatorio Nacional de Fruta) para evaluar sus características en 1952.

## Características
'Orleans' árbol grande, vigoroso, resistente, productivo, de producción anual; ramas grisáceas, pubescentes; hojas grandes, ovadas, con márgenes crenados; flores grandes, de floración temprana; pétalos redondeados, imbricados.
'Orleans' tiene una talla de tamaño medio, de forma oval oblonga, lados desiguales, presentando sutura perceptible, aunque casi del color de fondo; epidermis fina, color oscuro o rojo violáceo, cubierto de una fina capa de pruina, con una pizca de puntos rojizos pálidos; la cavidad peduncular generalmente poco profunda, ancha, pedúnculo grueso; pulpa de color amarillento, jugosa, generalmente derretida cuando madura adecuadamente, dulce cerca de la piel pero vivaz hacia el centro, de sabor agradable; bueno.
Sin Hueso, o pequeño, ovalado, aplanado, con superficies rugosas.
Su tiempo de recogida de cosecha se inicia en su maduración durante la tercera decena del mes de agosto.

## Usos
La ciruela 'Orleans'se usa en cocina y se transforma en mermeladas, almíbar de frutas o compotas para su mejor aprovechamiento.

## Cultivo
Autofértil, es una muy buena variedad polinizadora de todos los demás ciruelos.